# Leuchtturm Mucuripe (1872)
Der alte Leuchtturm von Mucuripe (portugiesisch Farol do Mucuripe) steht am Hafen in der brasilianischen Gemeinde Fortaleza, Ceará. Er ist eines der ältesten Gebäude in Fortaleza. Er war lange Zeit eine Orientierung für Schiffe, die hier anlegten. Das alte „Auge des Meeres“ (portugiesisch olho do mar), wie er genannt wurde, ging 1957 außer Betrieb. Der Leuchtturm beherbergte zeitweilig das Museum „O Museu de Fortaleza“.

## Geschichte
Der erste Leuchtturm wurde zwischen den Jahren 1840 und 1846 von Sklaven aus Mauerwerk, Holz und Eisen gebaut.
Von 1981 bis 1982 erhielt er eine grundlegende Renovierung, um das Jangadeiro-Museum, das heute als Farol-Museum bekannt ist, zu beherbergen. Dessen Sammlungen beziehen sich auf die portugiesische und holländische Kolonialzeit Fortalezas sowie die Provinz Ceará im Kaiserreich Brasilien.
Der als Denkmal eingetragene Leuchtturm war Teil des historischen Erbes und eine der schönsten Touristenattraktionen der Stadt Fortaleza. Inzwischen (2021) ist der Leuchtturm von Mucuripe leider verlassen und verfällt zusehends.

## Neuer Leuchtturm
Am 18. September 2017 wurde in der Rua Novo Farol, Bezirk Vicente Pinzon, ein neuer Leuchtturm (portugiesisch Novo Farol do Mucuripe) aus Stahlbeton mit einer Höhe von 71,1 Metern eingeweiht. Er liegt circa 2 km südwestlich vom alten Leuchtturm und ist nun der größte auf dem amerikanischen Kontinent.